# René Strickler
René Guillermo Strickler Zender (ur. 20 października 1962 w Córdoba) – argentyński aktor telewizyjny i filmowy.

## Wybrana filmografia
- 1997: Rozwinąć skrzydła jako Nacho Nájera / Domingo
- 1998-1999: Cristina jako Víctor Manuel Duval Rivera
- 2001: Przyjaciółki i rywalki jako Carlos Torreblanca
- 2003: Zaklęte serce jako Dr. Camilo Guerrero
- 2008: Nie igraj z aniołem jako Omar Contreras "El Leopardo"
- 2012: Nieposkromiona miłość jako Mariano Albarrán Mendiola
- 2013: Dzikie serce jako Miguel Narváez
- 2014: El color de la pasión jako Alonso Gaxiola
- 2016: Droga do szczęścia jako Luis Montero

## Nagrody i nominacje
| Rok  | Nagroda       | Kategoria           | Tytuł    | Rezultat |
| ---- | ------------- | ------------------- | -------- | -------- |
| 1999 | Califa de Oro | Najlepsze wykonanie | Cristina | Wygrana  |